# Jean-Baptiste Pressavin
Jean-Baptiste Pressavin est un homme politique français né le 30 mars 1734 à Beaujeu (Rhône) et décédé à une date inconnue.
Chirurgien à Lyon, il devient officier municipal et substitut du procureur de la commune de Lyon. Il est député de Rhône-et-Loire à la Convention, et vote la mort de Louis XVI. Il est réélu au Conseil des Cinq-Cents, comme député du Rhône, le 22 germinal an VI.
Il a publié plusieurs ouvrages sur la santé, comme un "traité des maladies des nerfs" en 1769 ou "l'art de prolonger la vie et de conserver la santé" en 1785.

## Sources
- « Jean-Baptiste Pressavin », dans Adolphe Robert et Gaston Cougny, Dictionnaire des parlementaires français, Edgar Bourloton, 1889-1891 [détail de l’édition]